# Sintring
Ved sintring bliver løse korn eller partikler i et kornet materiale (f.eks. pulvermateriale) bundet sammen, så der kommer større stykker af sammenhængende korn. Sammenbindingen kan ske ved smeltning af kornoverfladen eller ved sammengroning gennem diffusion. Sintring foregår som oftest under tryk eller ved brug af varme. Det anvendes som produktionsmetode i industrisektoren.
Sintring af metaller bruges især ved produktionen af tungtsmeltelige metaller som wolfram og wolframkarbid (til henholdsvis glødelamper og skæreværktøjer), hårde metallersom wolfram- og titankarbid, porøse legeringer som lag og filtre af bronze, pseudolegeringer som kobber-grafit, magnetiske materialer og komplicerede maskindetaljer som tandhjul.
Sintring sker naturligt i sne, når overfladen på snekrystaller smelter og fryser igen. I de tilfælde vil snekrystallerne være bundet sammen af små "isbroer".